# Гленмонт (Мериленд)
Гленмонт (енгл. Glenmont) насељено је место без административног статуса у америчкој савезној држави Мериленд.

## Демографија
По попису из 2010. године број становника је 13.529.
| Група             | 2000.    | 2010.         |
| Белци             | 0 (0,0%) | 3.954 (29,2%) |
| Афроамериканци    | 0 (0,0%) | 3.102 (22,9%) |
| Азијати           | 0 (0,0%) | 1.939 (14,3%) |
| Хиспаноамериканци | 0 (0,0%) | 4.237 (31,3%) |
| Укупно            | 0        | 13.529        |